# 화하족

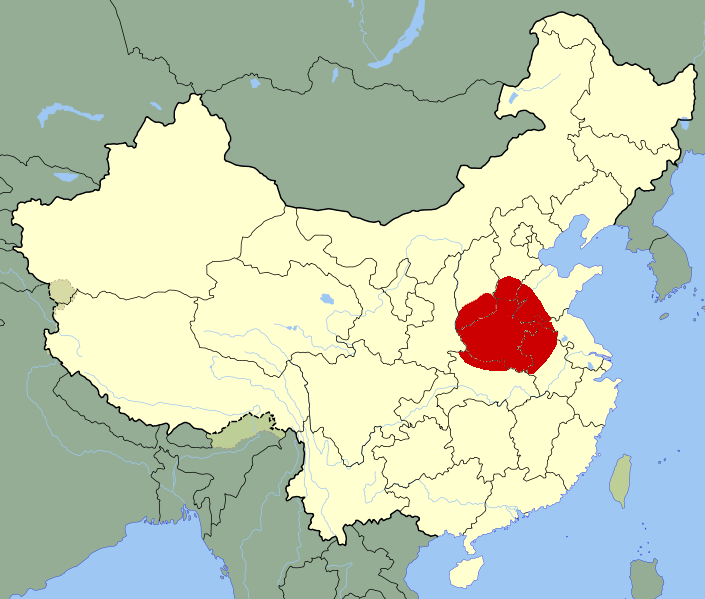
화하족이 세웠다는 하나라의 추정 위치

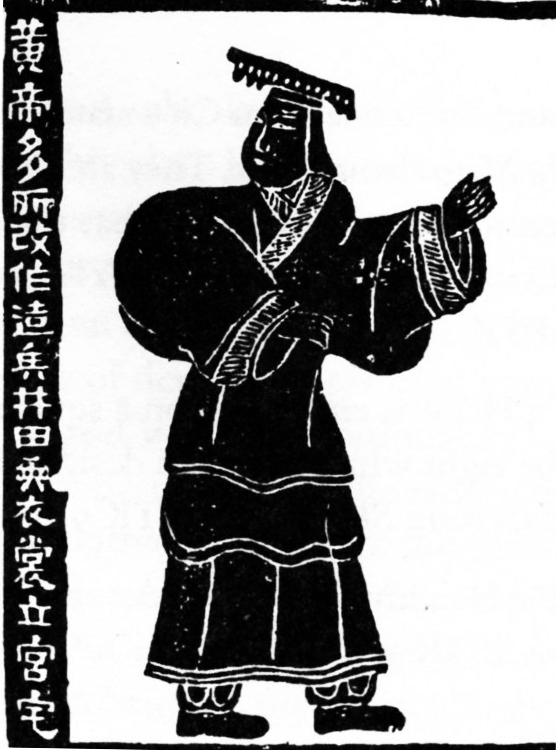
화하족의 시조인 황제 헌원씨

화하족(華夏族) 또는 제하(諸夏)는 중국 인구의 대다수를 차지하고 있는 한족의 원류가 되는 민족이다. '중화'(中華) 또는 '화하'(華夏)라는 말은 화하족에서 유래한 말로서, 중국을 일컫는 말이다. 현대 중국의 정식 국명인 중화인민공화국의 '화'(华)와 중화민국의 '화'(華)는 모두 화하족이라는 말에서 유래한 것이다. 사실상 한족들이 자신들의 역사를 길게 논하기 위해서 한나라때 형성된 전설이라는 것이 정설이다. 현재의 한족들은 선비족·몽골족·만주족·동남아인 등 근방 민족들과의 혼혈이라고 말할 수 있다.

## 기원
화하족의 '화'는 화산(華山)을 말하고, '하'는 하수(夏水)를 말한다는 설도 있고, 화씨 부족과 하씨 부족이 서로 연합하여 화하족이 되었다는 설도 있다.
화하족은 중국 전설상의 삼황오제에 속하는 황제 헌원씨와 염제 신농씨의 후손이라고 자처했다. 화하족은 처음에는 희수 유역에 거주하다가 점차 세력이 확대되면서 신농씨의 후예를 자처하는 염제족(炎帝族)을 복속시켰다. 이후 치우가 이끄는 구려족과 탁록에서 전쟁을 하여 이긴 후 세력이 더욱 강해져 황하 유역 일대를 장악했다는 전설이 있다.
화하족은 '염황의 자손'이라고도 부른다. 여기서 염황의 자손이란 염제 신농씨와 황제 헌원씨의 자손이라는 뜻이다. 두 부족의 결합으로 화하족이 형성되었다.

## 발전
전설에 따르면, 화하족의 후예인 하족(夏族)은 기원전 2070년경 하나라를 건국하고 기원전 1600년경까지 약 500년간 존재했다고 한다. 《사기》, 《죽서기년》 등 중국의 사서에 따르면 하나라는 초대의 우로부터 후세의 걸까지 14세 17대, 471년간 계속되었다고 기록되어 있다. 하지만 화하족이 세운 하나라는 전설상의 국가로서 그 실존 여부에 대해서는 논란이 있다.
하나라는 기원전 1600년경 상나라(은나라)에 의해 멸망을 당했고 기원전 1046년 주나라를 건국하고 상나라를 멸망시켰다. 화하족은 스스로를 중화라고 자처하면서, 주변 이민족들을 오랑캐라고 멸시하면서 동이, 서융, 남만, 북적이라고 불렀다. 화하족이 세운 주나라는 기원전 256년까지 약 800년간 존재하면서 봉건제도를 확립했다. 이후 춘추 전국 시대를 거쳐 진나라와 한나라로 이어지면서, 화하족은 한족으로 그 이름이 변경되었다.

## 현대
2015년 11월 7일 중화인민공화국의 시진핑 중국 공산당 총서기과 대만의 마잉주 총통은 분단 66년만에 처음으로 정상회담을 가지고, 중국 본토와 대만은 '한 핏줄'이라는 말을 써가며 친밀감을 나타냈다. 시진핑 총서기가 "우리는 뼈와 살이 터져도 끊을 수 없는 형제이자 피로 이어진 가족"이라고 강조하자, 마잉주 총통도 "양안 인민은 중화민족이며 염황의 자손"이라고 화답했다. 여기서 '염황의 자손'이라는 말은 염제(炎帝)와 황제(黃帝)의 자손이라는 뜻이다.

## 참고 문헌
- 정재남, 《중국 소수민족 연구》, 한국학술정보, 2007년